# والدیر لوکاس پریرا
والدیر لوکاس پریرا (به پرتغالی: Waldir Lucas Pereira) مهاجم اهل برزیل است که در شهر Campinas و در تاریخ ۲ مهٔ ۱۹۸۲ به دنیا آمده‌است.
والدیر لوکاس پریرا در تیم‌های فوتبال Ponte Preta سابقهٔ حضور دارد.